# Alyssa Anderson
Alyssa Anderson (n. 30 septembrie 1990, Santa Clara, California, SUA) este o înotătoare americană, medaliată olimpică. A participat la o ediție a Jocurilor Olimpice (2012) în care a câștigat două medalii de aur.